# Kypello Ellados 1947-1948
La Coppa di Grecia 1947-1948 è stata la 6ª edizione del torneo. La competizione è terminata ll 20 giugno 1948. Il Panathīnaïkos ha vinto il trofeo per la terza volta, battendo in finale l'AEK Atene.

## Ottavi di finale
| Squadra 1                  | Risultato | Squadra 2        |
| -------------------------- | --------- | ---------------- |
| Olympiakos Patrasso        | 0 – 4     | Panathīnaïkos    |
| Megas Alexandros Salonicco | 0 – 1     | Elpida Drama     |
| Iraklis Larissa            | 2 – 0     | Olympiakos Lamia |
| Ergotelīs                  | 1 – 6     | Paniōnios        |
| Panelefsiniakos            | 0 – 3     | Asteras Atene    |

Passano automaticamente il turno:
| Squadre         |
| --------------- |
| Olympiacos      |
| AEK Atene       |
| Atromitos Pireo |

## Quarti di finale
| Squadra 1       | Risultato   | Squadra 2       |
| --------------- | ----------- | --------------- |
| Panathīnaïkos   | 7 – 1       | Elpida Drama    |
| AEK Atene       | 4 – 3       | Atromītos Pireo |
| Iraklis Larissa | 0 – 6       | Olympiacos      |
| Asteras Atene   | 1 – 1 (dts) | Paniōnios       |

Rigiocata
| Squadra 1 | Risultato | Squadra 2     |
| --------- | --------- | ------------- |
| Paniōnios | 0 – 2     | Asteras Atene |

## Semifinali
| Squadra 1     | Risultato | Squadra 2     |
| ------------- | --------- | ------------- |
| AEK Atene     | 1 – 0     | Olympiacos    |
| Panathīnaïkos | 3 – 1     | Asteras Atene |

## Finale
| Arbitro: | Tzilos |

|                     |           |                |
| Simos 16’ Simos 49’ | Marcatori | 20’ Maropoulos |